# Декатрон

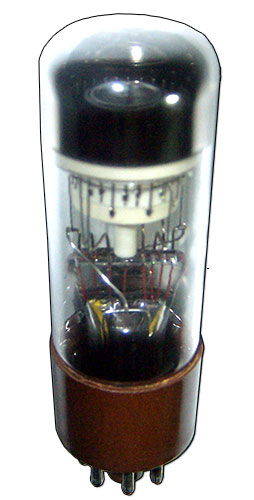
Декатрон

Декатрон (в електроніці) або лічильник десяткового розряду (англ. Dekatron) — багатоелектродна газорозрядна лампа з холодним катодом, призначена для роботи в цифрових схемах лічильників, регістрів зсуву, комутаторів (комутуючі декатрони), подільників частоти. Як правило, на одній лампі реалізується десятирозрядний (декадний) лічильник, від цього і походить назва лампи (грец. δέκα — десять). Декатрони були витіснені напівпровідниковими інтегральними схемами в 1970-і роки. Лампи-лічильники, в яких коефіцієнт ділення відмінний від десяти, також називаються поліатронами.
Робота декатрона базується на направленому перенесенні тліючого розряду з одного з 10 електродів на інший під дією імпульсів керування. Декатрон конструктивно являє собою лампу зі скляним балоном, в дні якого по колу розташовані 10 електродів, а в центрі кола — анод. Використовується в індикаторних табло цифрових вимірювальних приладів для індикації електричних імпульсів в десятковій системі числення, а також для комутації слабкострумових електричних ланцюгів. Максимальна швидкість рахунку — 10⁵ імпульсів в секунду. Декатрони використовувались у комп'ютерах, калькуляторах та інших пристроях, пов'язаних з підрахунками, протягом 1950-х та 1960-х років. «Dekatron» тепер загальновживана торгова марка.
Декатрон був корисний для обчислення та частотного поділу, оскільки один повний оберт неонової точки в декатроні означає 10 імпульсів на керуючих електродах. Сигнал може бути отриманий з одного з десяти катодів декатрона відправити імпульс, можливо, на інший етап підрахунку. Декатрони зазвичай мають максимальну вхідну частоту в діапазоні високих кілогерц (кГц) — 100 кГц швидкий, 1 МГц — приблизно максимально можливий. Ці частоти отримують у швидко заповнених воднем декатронах. Декатрони, наповнені інертним газом, за своєю суттю більш стійкі і мають більш тривалий термін служби, але частота їх підрахунку обмежена 10 кГц (частіше зустрічається 1–2 кГц).
Внутрішні конструкції залежать від моделі та виробника, але, як правило, декатрон має десять катодів та один-два напрямні електроди плюс загальний анод. Катоди розташовані по колу з напрямним електродом (або двома) між кожним катодом. Коли імпульсний напрямний електрод (-и) імпульсується, неоновий газ активується біля напрямних штифтів, а потім «перестрибує» на наступний катод. Імпульсні напрямні електроди (негативні імпульси, що йдуть) неодноразово призведуть до переміщення неонової точки від катода до катода.

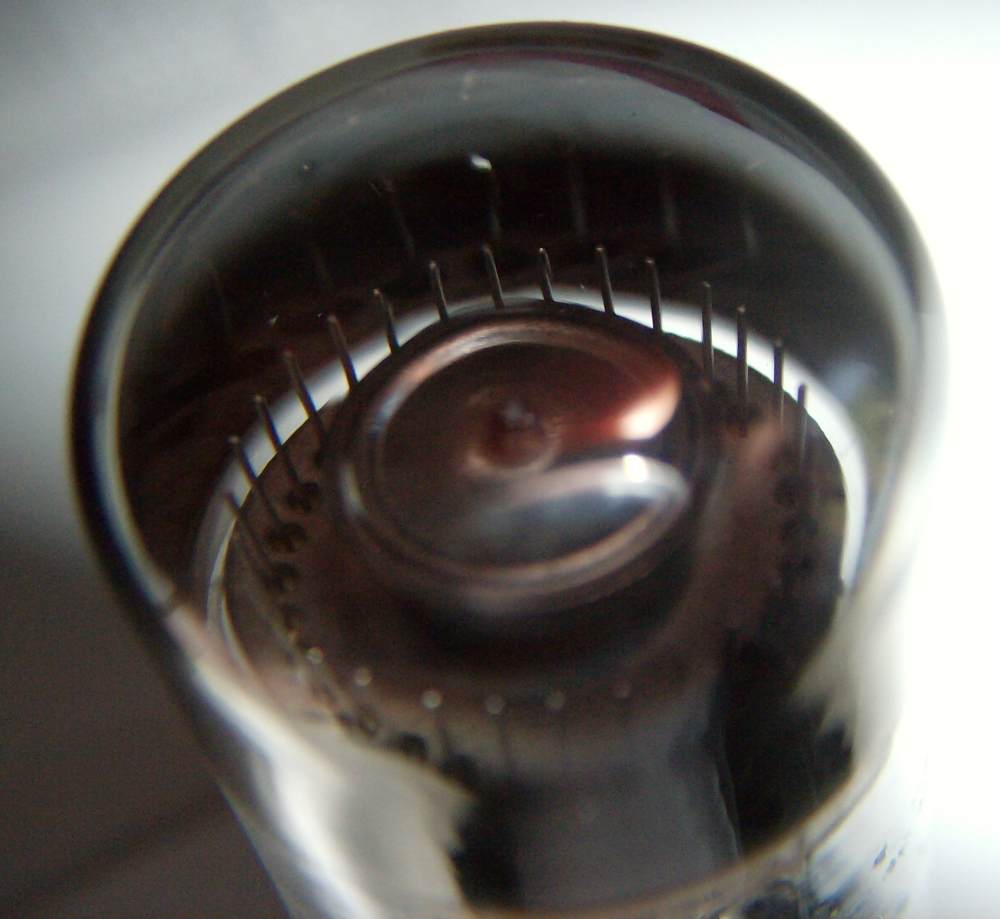
Вигляд верхньої частини декатрона — центрального анодного диску, оточеного 30 внутрішніми катодними штифтами.

## Будова та принцип дії

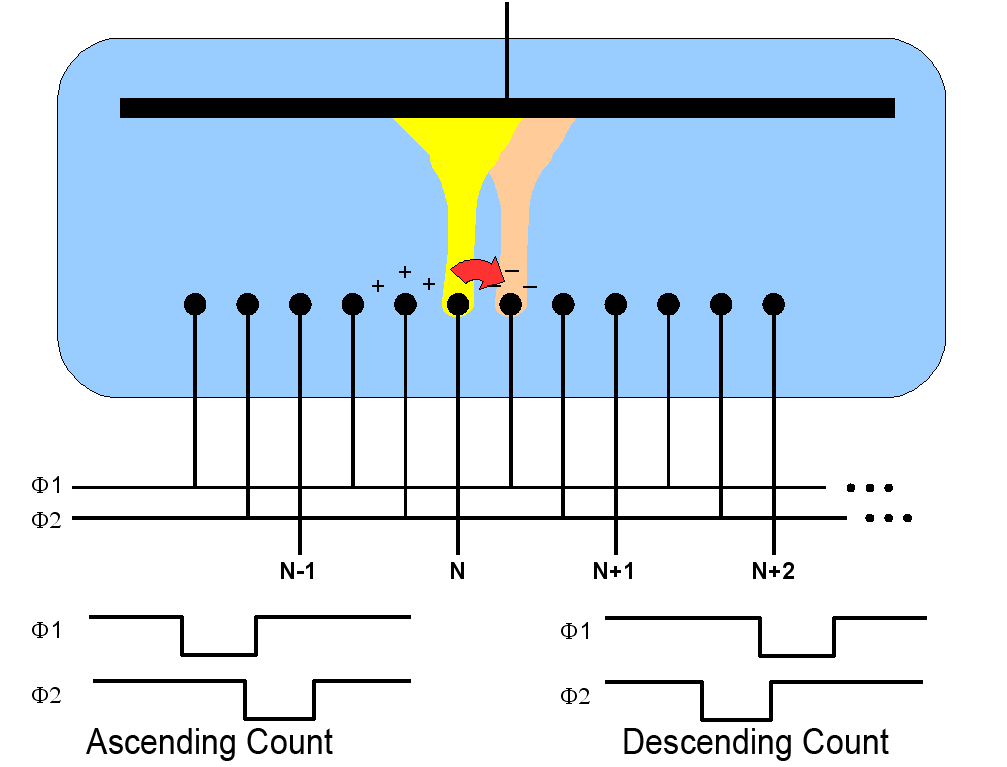
Подання послідовних імпульсів на керуючі електроди визначатиме напрямок руху.

Найбільш простою є конструкція двохімпульсного реверсивного декатрона. Навколо єдиного дискового анода розташовані десять ізольованих стрижнів — індикаторні катоди. Між кожною парою сусідніх індикаторних катодів розташовані два підкатоди — перший і другий; всі перші і всі другі підкатоди об'єднані двома підкатодними шинами. Вихідна напруга знімається з резисторів, включених між катодом і землею. Таким чином, 10-розрядний лічильник-комутатор має 13 виходів (анод, 10 катодів і 2 підкатоди); існують також декатрони-подільники, в яких тільки один з десяти катодів має зовнішній вихід.
У стані спокою на підкатоди подається відносно невелика позитивний зсув щодо індикаторних катодів (30-40 Вольт). При подачі на анод постійного позитивного напруги, достатнього для виникнення тліючого розряду (130—150 В для повільних декатронів, заповнених сумішшю інертних газів, або 420—450 В для швидких декатронів, заповнених воднем), розряд виникає між анодом і одним з індикаторних катодів. Розряд не може перейти ні на підкатоди (через позитивного зсуву), ні на сусідні індикаторні катоди (підкатоди утворюють ефективний бар'єр, а анодний опір обмежує струм розряду). Для того, щоб рахунок починався саме з нульового катода, а не з довільно загорівся, на нульовий катод подається скидає імпульс напругою 100—150 В.
Для переміщення розряду на сусідній катод слід спочатку подати короткий негативний імпульс на перший підкатод. Амплітуда імпульсу повинна бути достатня, щоб потенціал підкатода опустився нижче потенціалу катодів. Як тільки зміщення на підкатоді стає негативним, розряд переміщається з катода на підкатод. Наступний негативний імпульс подається на другий підкатод з невеликим перекриттям щодо першого, в результаті розряд перескакує на другий підкатод. При знятті другого імпульсу, потенціал другого підкатода зростає, і розряд перескакує на найближчий індикаторний катод. Хоча все катоди перебувають під одним і тим же напругою щодо загального підкатода, загоряється тільки той катод, який найближче до іонізованої зоні.

Декатрон в роботі.

Після десяти пар керуючих імпульсів розряд описує повне коло. Якщо конструкція підкатодів симетрична, то лампа може зрушувати розряд між катодом як за годинниковою стрілкою, так і проти неї — для цього достатньо подавати перший імпульс на другий підкатод, а другий імпульс — на перший підкатод.
Декатрони заповнені воднем потребують високої напруги на аноді (від 400 до 600 вольт) для правильної роботи; декатрони заповнені інертним газом зазвичай потребують напруги близько 350 Вольт. Коли декатрон вперше вмикається, на випадковому катоді з'являється точка, що світиться. Потім трубку необхідно повернути до нульового стану, вводячи негативний імпульс у призначений вихідний катод. Колір крапки залежить від типу газу, який знаходиться в трубці. На заповнених неоном трубочках відображається червоно-помаранчева крапка; у заповнених аргоном трубах видно фіолетову крапку (і вони набагато тьмяніші, ніж неонові).
Декатрони-лічильники мають лише один (загальний) катод для перенесення / позичення, підключений до власного виводу лампи, і призначений для каскадування. Решта дев'ять катодів з'єднані разом і виведені на іншу ніжку лампи. Таким чином, лічильні декатрони не потребують цоколів і панелей з більш ніж 9 виводами.
Декатрони лічильника / селектора (роздільний катод) мають кожен катод, підключений до власного штифта; тому їх основи мають щонайменше 13 штифтів. Селектори дозволяють контролювати стан кожного катода або ділити на n за допомогою відповідної схеми скидання. Цей різновид універсальності зробив такі декатрони корисними для чисельного поділу на ранніх калькуляторах.
Декатрони бувають різних фізичних розмірів, починаючи від меншої, ніж 7-контактна мініатюрна вакуумна трубка, до такої великої, як восьмерична основна трубка . Хоча більшість декатронів є десятковими лічильниками, моделі також виготовлялися для підрахунку в базі-5 і в базовій-12 для конкретних застосувань.
Декатрон вийшов з практичного використання, коли лічильники на базі транзисторів стали надійними та доступними. Сьогодні[коли?] декатрони використовуються електронними хобістами у простих «спінерах»[уточнити], що працюють від мережі змінного струму частотою 50 або 60 Гц, або як індикатори для любительських годинників.[джерело?]

## Особливості застосування
- Швидкість рахунку обмежена 10..100 кГц для швидких декатронів з водневим наповненням і одиницями кГц — для декатронів, заповнених інертними газами. При цьому водневі декатрони менш надійні і стабільні;

- При довготривалому утримуванні розряду на одному з катодів погіршуються емісійні властивості інших катодів, і декатрон «старіє», однак це старіння до певної межі можна зупинити. Декатрони відновлюються при швидкому рахунку, тому конструктори багаторозрядних лічильників рекомендували періодичну зміну приладів в різних розрядах;

- Анодний струм декатронів обмежений значеннями в десяті частки і одиниці міліампер, при цьому для збільшення терміну служби рекомендується вибирати робочий струм анодів в ~ 1/2 від максимально допустимого струму;

- При експлуатації слід строго дотримуватися послідовність включення — спочатку зсув, потім анодна напруга, і в останню чергу — імпульс скидання;

- Декатрони вимагають для свого споживання напруги близько 400 В, тому необхідно ретельне дотримання заходів електробезпеки при налагодженні і ремонті пристроїв, що містять ці прилади.

- При побудові багаторозрядних лічильників декатрони не можна з'єднувати між собою безпосередньо. Обов'язковий узгоджувальний міжкаскадний підсилювач, виконаний на лампі, тиратроні або транзисторі.

## Декатрони виготовлені у СРСР
Радянські декатрони представлені різними моделями, що відрізняються габаритами, видом цоколя, будовою, граничною частотою рахунку, тривалістю напрацювання, видом газового наповнення, і, відповідно, кольором світіння.
- Оранжево-червоний колір світіння мають декатрони А101, А102, ОГ4, ОГ9, А201;

- Блакитний колір світіння має декатрон А107;

- Синій колір світіння мають декатрони А109, А110, ОГ7, ОГ8;

- Фіолетово-синій колір світіння мають декатрони А103, А108;

- Фіолетовий колір світіння мають декатрони ОГ3;